# Émile Broussais
Émile Broussais est un homme politique français né le 20 juin 1855 à Montmartre (alors commune distincte de Paris) et décédé le 7 février 1943 à Palestro, aujourd'hui Lakhdaria (Algérie).
Licencié en droit et diplômé en langues orientales, il est avocat à Alger, plaidant des affaires retentissantes comme celle de l'assassinat du marquis de Mores. Conseiller général de 1886 à 1943, un temps président du conseil général. Il entre en 1908 à la délégation financière d'Alger et devient juge suppléant. Il est député de l'Algérie française de 1910 à 1919, siégeant au groupe radical-socialiste.

## Sources
- « Émile Broussais », dans le Dictionnaire des parlementaires français (1889-1940), sous la direction de Jean Jolly, PUF, 1960 [détail de l’édition]